# Ibn Marwán

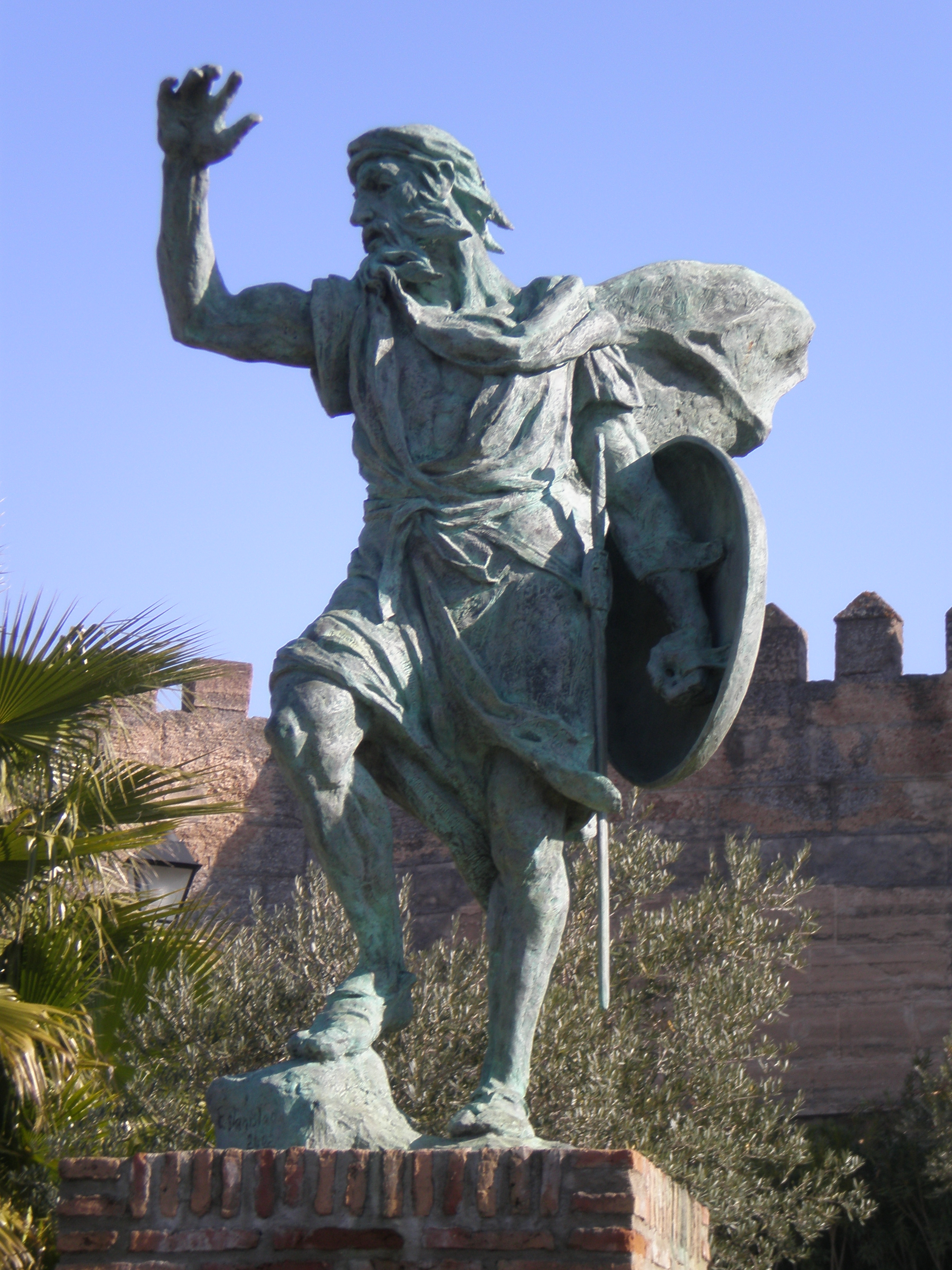
Ibn Marwán, fundador de Badajoz. Obra del escultor Estanislao García.

Abd al-Rahman ibn Muhámmad ibn Marwán ibn Yunus al-Yiliqi al-Maridi, conocido como Ibn Marwán al-Yiliqi, Ibn Marwán, «el hijo del gallego» o «el gallego» que es como se denominaba a los cristianos del norte de la Península en esa época, pues ese era su origen y el de sus antepasados, fue un señor hispanomusulmán que dominó el Guadiana Bajo y Medio y el sur del actual Portugal en la segunda mitad del siglo IX.

## Antepasados
Pertenecía a una familia de muladíes (conversos) originarios del norte del moderno Portugal que se habían instalado en Mérida. Era nieto de Yunus al-Yiliqi. Su padre, Marwán ben Yunus, o Marwán al-Yiliqi, fue nombrado walí o gobernador de Mérida por el emir omeya de Córdoba Muhámmad I.

## Personalidad
Ya en su juventud se le conocía como inteligente, valeroso y astuto, con un gran sentido de la milicia y la política y con un fuerte carisma como caudillo a pesar de su carácter veleidoso. En su trayectoria personal y política tuvo cambios de actitud constantes tanto en el aspecto religioso como en el político, pues tan pronto aparece cristiano como musulmán, aliado de los cristianos frente a sus compatriotas musulmanes como a la inversa. Sin embargo, en el fondo su posición personal dominante fue la de preferir considerarse cristiano a musulmán. Por esta razón le era fácil buscar y encontrar la colaboración de los mudéjares, es decir, de los que no eran ni lo uno ni lo otro; renegados como él mismo. Maestro en aprovechar las circunstancias en beneficio propio según sus conveniencias.
Debido a su naturaleza emeritense, también se le llamaba al-Maridi.
Las referencias de los cronistas árabes acerca de este personaje son bastante ilustrativas. De Ibn Ayyan se tiene la siguiente referencia: "Se alejó de las filas musulmanas para entrar en las de los cristianos, cuya amistad prefirió a la de los que dirigen su oración hacia la qibla". En el aspecto militar, este mismo cronista dice que, "tenía fama de caudillo temible. Sus victorias eran muy celebradas; sus actos crueles le valieron gran reputación y respeto entre los emires sus rivales, que terminaron por colocarlo por encima de ellos". Otro cronista, Ibn Adari, señala que "se separó de la comunidad de los creyentes y protegió y frecuentó a los cristianos con preferencia a los musulmanes". Ibn Qutiya comenta, a modo de insistencia sobre lo dicho anteriormente, que "llegó a ser el jefe de los renegados en occidente". Y este mismo cronista le describe como "agudo, artero y astuto en la guerra, hasta tal extremo que no había quien lo aventajara"...

## Actividad antes de su llegada a Badajoz
El joven Ibn Marwán aparece, en el año 852, confinado en Córdoba, donde dio pruebas de sus habilidades maniobreras y facilidad de seducción, pues aunque era un cautivo, se valió de su talante simpático y abierto para ganarse la confianza de Mohámed, logrando alcanzar el cargo de capitán de las guardias reales por su valor e inteligencia.
Sin embargo, sus relaciones con Hassín, háyib o primer ministro del emir, no eran tan buenas, ya que este desconfiaba del joven considerándolo un advenedizo, lo que propiciaba una fuerte tensión en las relaciones entre ambos. Hay un episodio que marcará para siempre el destino de Ibn Marwán: estando los dos en una junta de los wisires, aprovechó Hassín su autoridad superior e injurió a Ibn Marwán delante de todos diciéndole: "vales menos que un perro". Y a continuación le abofeteó.
Esta afrenta movió a Ibn Marwán a escapar de Córdoba con un grupo de sus seguidores que había logrado reunir, dirigiéndose a Mérida para animarla a que se levantase contra los árabes como venganza por la vejación a la que había sido sometido.

## Derrota y llegada a Badajoz
Muhámmad envió un contingente que obligó a la ciudad a rendirse y Abd al-Rahman (Ibn Marwán) tuvo que ir a Córdoba, donde se le fijó la residencia. Permaneció en la capital del emirato hasta el año 875, cuando volvió a Mérida, donde, con el apoyo de los clientes de la familia, se sublevó y desconoció la autoridad del emir. Se hizo fuerte en el castillo de Alange pero Muhámmad I envió tropas y le obligó a rendirse tras tres meses de asedio. Entonces le fue asignada residencia en Badajoz (Batalyaws) tras prometer no volver a levantarse contra el emir, su antiguo amigo. El hecho de elegir Badajoz puede decirse que fue un acuerdo, puesto que el propio Ibn Marwán deseaba ir hacia esta zona por dos razones: en primer lugar, por las favorables condiciones defensivas de la zona y, en segundo, por la feracidad de las vegas bajas del Guadiana. El cronista árabe Al-Razi describe la ciudad como poseedora de muchos términos, con las mejores tierras de labranza y ganadería de España, numerosos viñedos y abundancia de caza y pesca en sus montes y río Guadiana, respectivamente.
Los cronistas árabes refieren el episodio de las siguientes maneras: Ibn Adari dice: "Y le permitió el emir que se fuera a Batalyós y se estableciera allí, que entonces era una aldea". Ibn Ayyan lo relata diciendo: "Que se bajara a Batalyós, que entonces estaba deshabitado, y lo construyera para él y su gente"; y, finalmente, Al-Razi lo dice de la siguiente manera: "Que salga de Alange con su gente y se fuera al castillo de Batalyós, que esos días estaba abandonado".

## Fundación de Badajoz
Fundó la ciudad de Badajoz en 875 en el cerro de la Muela, a orillas del Guadiana. A pesar de ser considerado oficialmente el fundador de Badajoz, se han hallado bastantes restos arqueológicos (el más importante es quizá un pozo descubierto cerca de la catedral, bajo el suelo del museo catedralicio, junto con numerosos utensilios de barro) y la sospecha de que la catedral fue construida sobre un templo visigodo hacen pensar que ya había un importante asentamiento visigodo en el cerro de la Muela.
Es poco conocido el hecho de que Marvão, un pueblo situado en el Distrito de Portalegre, en Portugal, recibe el nombre en su honor. Durante un tiempo Ibn Marwán residió en la fortaleza que corona su cumbre, el castillo de Marvão, un lugar inaccesible al norte de sus territorios, al abrigo de una formidable fortaleza.
También fue el que ordenó la construcción del castillo situado en la localidad de Alange, Badajoz.

## Construcción y fortificación de la nueva ciudad
La consolidación definitiva del enclave como población capaz de constituirse en la cabeza de Extremadura, del que habla Matías Ramón Martínez y que se refleja en una frase suya: "En una palabra: en Badajoz se refugió cuanto pudo salvarse en aquél naufragio de las grandezas sociales de Mérida".
A raíz de la derrota del emir en la batalla de la Sierra de Monsalud y a la vista de la imposibilidad de dominar al rebelde, le ofreció un armisticio para poner un final definitivo a sus continuas batallas. Al emisario que el emir le envió, Ibn Marwán contestó: "Mi deseo es –según el cronista Ibn Qutiya– que se me conceda el Baxarnal para construir allí, formar una ciudad y poblarla y establecer en ella el culto, sin que se me impongan tributos, ni órdenes, ni limitaciones, quedando el río entre ambos".
El lugar que Ibn Marwán había solicitado como asentamiento era concretamente el Cerro de San Cristóbal, situado enfrente de la población de Batalyós, que era el sitio donde se había establecido previamente. La razón de elegir este cerro en vez del Cerro de la Muela es que allí tenía el río Guadiana por delante como magnífica defensa natural frente a posibles invasiones futuras, máxime si se tiene en cuenta la gran anchura del río en esa zona. El emir era sabedor de estos datos y por eso le concedió instalarse en la margen izquierda, que es donde ya se alzaba la aldea de Batalyós.
Para la construcción y ampliación de la nueva ciudad, así como para la consolidación de las fortificaciones, Ibn Marwán contó no solo de la autorización del emir, sino que además le proporcionó parte del dinero y albañiles necesarios para realizar estas obras.
Los datos anteriores quedan reseñados por el cronista árabe Ibn Adari, que escribió: Había edificado Ibn Marwán en Batalyós una fortaleza y había fijado en ella su residencia, dando entrada a gentes de Mérida y otras allegadizas de mal vivir. Otro cronista árabe, Ibn Ayyan, confirma tanto la consolidación de la ciudad como la fecha exacta de este suceso, según las siguientes palabras: Abderramán, hijo de Marwán, conocido por el Gallego, fue quien hizo nacer esta ciudad, y fue el primero que construyó en ella en la hégira 261, heredándola su hijo Ibn Zaid. El año 261 de la Hégira (esto es, de la huida de Mahoma a La Meca, acaecida en el año 622 después de Cristo) se corresponde con el año 874 de la era cristiana. Así pues, Badajoz, que era la ciudad que constituía su sede, pasó de aldea a ciudad importante.
Gobernó como virtual emir independiente (pero sin tener reconocido el título) hasta su muerte en 889, cuando le sucedió su hijo Marwán ben Abd al-Rahman.

## Belicosidad después de haberse establecido en Badajoz

### Batalla de la Sierra de la Estrella
No estuvo mucho tiempo tranquilo, y en 876 o 877 se sublevó otra vez, y esta vez tuvo el apoyo del señor de Oporto (Burtukal) Sadun al-Surunbaki pero que operaba principalmente en el Algarve, y del rey astur Alfonso III. El ejército enviado por el emir al mando del general Hashim ben Abd al-Aziz sufrió una emboscada en la sierra de la Estrella y el general fue hecho prisionero y entregado al rey Alfonso (que le liberó contra el pago de un fuerte rescate). Hacía falta esperar una fuerte reacción del emir y Abd al-Rahman huyó hacia tierras del rey cristiano, donde permaneció ocho años, volviendo a Badajoz en 884. Entonces firmó un acuerdo con el emir, por el cual gobernaría de hecho un extenso principado abarcando el valle del Guadiana y el sur de Portugal. Este acuerdo se mantuvo con los emires Al-Múndir (886-888) y Abdalah ben Muhámmad (888–912).

### Batalla de Mérida
De forma paralela y en este ambiente de belicosidad continua, Mérida vuelve a sublevarse contra Córdoba, siendo el cabecilla de esta nueva rebelión el árabe Ibn Táriq, que aprovechó las debilidades defensivas de Mérida para hacerse con ella. Córdoba envía tropas y en una maniobra de difícil explicación, Ibn Marwán, otra vez en buenas relaciones con el emir, une sus fuerzas a las cordobesas para recuperar Mérida, la ciudad que era su patria. Algunos historiadores explican tan extraña actitud por las matanzas y arrasamientos sufridos por los emeritenses en Mérida, ya no quedaba ninguno de sus amigos y compatriotas.
Tras este suceso, los partidarios que se unen a Ibn Marwán son muy numerosos, sumándose no solo los últimos cristianos que escaparon de las matanzas de Mérida, sino otros muchos de diversas procedencias, todos ellos fugitivos de los árabes principalmente muladíes, renegados y antiguos moradores de lugares desolados por la guerra. Incluso el propio obispo de Mérida le siguió acompañado por todos sus clérigos. De esta forma, lo que en un principio fue un grupo de aventureros, se convirtió en un auténtico y potente ejército.

### Batalla de la Sierra de Monsalud
Aprovechando la creciente fuerza y prestigio de su ejército y la debilidad de Córdoba, Ibn Marwán siguió con sus correrías por la Lusitania y el Algarbe, dependientes del emirato de Córdoba a través de la guarnición de Mérida, llegando a ser tan provocativa su actitud que el emir envió un ejército al mando de Hassín, el háyib que abofeteara al rebelde Ibn Marwán.
Habiéndose enterado con anticipación de ello, en vez de quedarse en Badajoz, aún poco apropiado para una buena defensa por falta de fortificaciones, donde Hassin pensaba sorprenderle, Ibn Marwán marchó con sus tropas a la sierra de Monsalud, donde tendría ventaja sobre su adversario. A su vez, pidió auxilio a su aliado Alfonso III de Asturias que acudió a ayudarle. Mediante una hábil maniobra estratégica de su lugarteniente Saljun que engañó al enemigo, las tropas del emir quedaron destrozadas y hecho prisionero el propio Hassin. Esta batalla tuvo lugar en la Hégira 262, esto es, el año 875 después de Cristo.
Cubierto de heridas y totalmente derrotado, el primer ministro musulmán fue conducido a la presencia de Ibn Marwán a quien tan gravemente ofendiera anteriormente. Por todo ello, se esperaba un terrible castigo y, posteriormente, la muerte. Sin embargo, Ibn Marwán hizo gala de la generosidad propia de tales personajes enviando al vencido como prisionero a su aliado Alfonso III de Asturias como agradecimiento por la ayuda que este le había prestado. El rey leonés pidió como rescate la exorbitante cifra de “cien mil ducados”. Córdoba pagó la mitad, dejando que el prisionero se hiciera cargo del resto. Dado que el prisionero no disponía de esa cantidad, solicitó autorización para viajar a Córdoba y reunirla, dejando como rehenes a sus dos hermanos, un hijo y un sobrino. Hassin consiguió la cantidad prometida y regresó para saldar la deuda.
La batalla de la Sierra de Monsalud coincide prácticamente en el tiempo, año arriba o abajo según los historiadores árabes o cristianos, con la fundación de Batalyós.

### Segundo ataque de Hassín
Reintegrado Hassín a Córdoba tras su liberación, planeó un segundo ataque a su tan odiado enemigo. Insistió al emir hasta convencerle de que rompiera su promesa de no molestar más a Ibn Marwán, y bajo los argumentos de las muchas afrentas recibidas y la mayor facilidad de vencerle en Batalyós, donde ya estaba asentado, en vez de en las serranías, marchó con su ejército contra él.
Entre las habilidades que Ibn Marwán tenía, una de ellas era la de disponer de informadores sobre los movimientos de los enemigos, por lo que conocía anticipadamente este movimiento y envió al emir un mensaje en el que le comunicaba que si persistía la marcha del ejército contra él, destruiría Batalyós y se lanzaría a nuevos ataques en serranías y campos abiertos. El aviso surtió efecto y el ataque fue suspendido. Muy probablemente fuera esta decisión la que salvara a Badajoz de desaparecer.

## Fallecimiento de Ibn Marwán
La tercera etapa de su vida, ya maduro y cansado de batallar, se caracteriza por permanecer establemente en Badajoz, a cuyo gobierno dedica como rey el último cuarto de siglo de su vida. La fecha de su muerte no está fijada con certeza, si bien debió acaecer antes que la del sultán Abdalá, que tuvo lugar en el año 912. La investigación moderna la sitúa bastante antes, en torno al año 890. En cualquier caso, lo que parece cierto es que murió a edad bastante avanzada.
Su hijo Ibn Zaid Marwán le sucedió en el reino de Badajoz y posteriormente su nieto Abdalá ben Mohámed.